# Ciriaco de Vicente
Ciriaco de Vicente Martín (Martiago, 1936) es un economista, abogado y político socialista español, funcionario inspector de Trabajo y de Seguridad Social, que fue elegido diputado al Congreso en cinco ocasiones consecutivas.

## Biografía
Licenciado en Derecho y Ciencias Económicas, en 1966 aprobó las oposiciones de inspectores de Trabajo y Seguridad Social. Ha desempeñado el cargo de subdelegado provincial del Ministerio de Trabajo en Barcelona en 1967, de delegado provincial en Las Palmas (1968) y Alicante (1971) y ha sido inspector de Trabajo en situación de servicios especiales en Madrid desde 1974. Es miembro del Partido Socialista Obrero Español desde el inicio de la década de 1970 y miembro de la Comisión Ejecutiva Federal del PSOE desde 1979 a 1986.
Fue elegido diputado por vez primera en las primeras elecciones democráticas de 1977 por la circunscripción electoral de Murcia, escaño que renovó en 1979, también por Murcia. Como miembro de la Asamblea de Parlamentarios de la Región de Murcia, fue designado consejero del Consejo Regional de Murcia durante el periodo preautonómico (1979). Volvió a ser elegido diputado por la circunscripción de Salamanca en las siguientes tres convocatorias electorales: 1982, 1986 y 1989. Durante su etapa como parlamentario, fue miembro de la Diputación Permanente (1977-1979 / 1982-1986), vicepresidente segundo de la Comisión de Investigación Conjunta del Congreso y el Senado sobre la intoxicación masiva sufrida en España en la primavera de 1981 debido al consumo de aceite de colza desnaturalizado, Secretario primero de la Mesa del Congreso (1982-1986), ponente de la Ponencia sobre la Unión Económica y Monetaria (1989-1990) y presidió la Comisión para el estudio de las políticas de Desarrollo y Cooperación y la Comisión Mixta Congreso-Senado para relaciones con el Tribunal de Cuentas (1986-1989). Participó durante todas las legislaturas en las comisiones sobre trabajo y política social y presupuestos. Miembro de la Asamblea Parlamentaria del Consejo de Europa. Renunció al escaño en 1990, pasando a formar parte del Tribunal de Cuentas como Consejero del Departamento de Políticas Sociales y Seguridad Social, cargo que ocupó hasta 2012. Llegó a ser, de forma interina, presidente del Tribunal de Cuentas en 1994, por enfermedad del presidente Adolfo Carretero Pérez.

## Durante los sucesos de Aldeadávila
En junio de 1987, durante la precampaña a las elecciones municipales y a las Cortes de Castilla y León, Ciriaco de Vicente sufrió un intento de secuestro cuando se desplazó a Vitigudino para preparar los comicios. La casa en la que se encontraba recibió el ataque de un grupo de opositores al proyecto IPES, que lanzaron piedras y rompieron varias ventanas antes de entrar en la vivienda. Sin embargo, el diputado ya la había abandonado por una segunda puerta y no se pudo repetir lo que en abril de ese mismo año había ocurrido en el ayuntamiento de Aldeadávila de la Ribera, cuando el vicepresidente segundo de la Diputación de Salamanca, Luis Calvo Rengel, fue secuestrado por la población. Este intento de secuestro forma parte de los sucesos de Aldeadávila, una serie de eventos que sucedieron a lo largo de 1987 como rechazo popular al proyecto IPES.